# Friedrich Ludwig Esau
Friedrich Ludwig Esau (* 20. März 1786 (Taufe) in Mengeringhausen; † 30. Mai 1855 ebenda) war ein deutscher Gold- und Silberschmied und Politiker.

## Leben
Esau war der Sohn des Bürgermeisters und Landstands Johann Henrich Christian Philipp Esau (1753–1830) und dessen Ehefrau Dorothea Elisabeth geborene Huge (getauft 20. Oktober 1758 in Korbach; † 18. Dezember 1818 in Mengeringhausen), die Tochter des fürstlichen Rentschreibers Johann Wilhelm Huge (* 1. September 1720 in Korbach; † 18. März 1765 ebenda) und dessen Ehefrau Maria Magdalena Louise geborene Postelmann (* 29. Dezember 1732 in Landau).
Er war evangelischer Konfession und heiratete am 11. August 1809 in Mengeringhausen Charlotte Henriette Waldschmidt (* 8. Februar 1786 in Adorf; † 7. August 1850 in Mengeringhausen), die Tochter des Regierungsadvokaten und Berginspektors Johann Christoph Friedrich Waldschmidt (* 23. Dezember 1732 in Adorf; † 26. November 1794 ebenda) und dessen Ehefrau Dorothea Luise geborene Severin (* 24. November 1746 in Mengeringhausen; † 18. Oktober 1818 ebenda). Die Schwäger Johann Henrich Graf und Friedrich Christian Theodor Waldschmidt, die Neffen Heinrich Elias Christian Karl Graf und Carl Friedrich Alexander Julius Waldschmidt und der Großneffe Karl Ferdinand Hermann Waldschmidt wurden ebenfalls waldeckische Abgeordnete.
Esau war Gold- und Silberschmied in Mengeringhausen. Am 25. Oktober 1809 erwarb er dort das Bürgerrecht. Von 1819 bis mindestens 1822 war er Pfennigmeister und 1830 sowie von 1847 bis 1849 Bürgermeister der Stadt Mengeringhausen sowie Stadtsenior. Als Bürgermeister war er von Herbst 1829 bis Herbst 1830 und vom 11. März bis zum 14. Juni 1848 Mitglied des Landstandes des Fürstentums Waldeck. 1839 wurde er wegen seines Alkoholkonsums von der Regierung ermahnt.